# Munksund-Skuthamns SK
Munksund-Skuthamns Sportklubb, förkortat Munksund/Skuthamns SK eller MSSK, är en idrottsförening startad i Munksund och Skuthamn strax utanför Piteå. Föreningen har ishockey- och fotbollsverksamhet. Föreningen bildades 1932 av arbetare på SCA i Munksund. 
Föreningens damsektion spelar i Riksserien sedan säsongen 2010/2011, Sveriges högsta serie inom damishockey. Inför säsongen 2015/2016 gick MSSK:s och Luleå HF:s respektive damsektioner ihop, och bildade Luleå HF/MSSK. Redan efter första säsongen blev laget både seriesegrare och svenska mästare.
Hemmamatcherna i ishockey spelas i LF Arena. Luleå HF/MSSK spelar hemma både där och i Coop Norrbotten Arena, i Luleå.

## Historia
24 mars 1932 bildades Skuthamns sportklubb av idrottsintresserade skuthamnsbor. 25 maj 1933 ombildades Skuthamns sportklubb till Munksund-Skuthamns sportklubb.

## Riksseriehistorik
Efter att ha förlorat kvalet till Riksserien under våren 2010 mot Ormsta HC, fick laget en förfrågan om de ville spela i högsta serien sedan Hanhals IF valt att lägga ner sitt damlag. Säsongen 2010/2011 gjorde damlaget debut i Riksserien, damernas högsta serie för ishockey. Den 25 september mötte laget de regerande svenska mästarinnorna i Segeltorps IF på hemmaplan och vann med 4-3 efter straffar där första målskytt blev Josefine Åström när hon gjorde 1-0 efter 15:39 av första perioden. Efter avslutat seriespel, där man kom på sjunde plats av de åtta lagen spelade man kvalspel mot Sundsvall Wildcats och Hällefors/Lindlöven. Efter en enkelserie i Piteå där MSSK vann båda matcherna, 3-0 mot Sundsvall och 13-0 mot Hällefors/Lindlöven, behöll laget sin plats i Riksserien även säsongen 2011/2012.
Säsongen 2011/2012 lyckades MSSK placera sig på sjätte plats i serien och tog sig till slutspel där de i kvartsfinalen mötte AIK. Efter att först ha vunnit hemma med 3-2 efter straffar vann de sedan returen med 4-3 i sudden vilket gjorde att MSSK gick vidare till semifinalspelet. Där ställdes man mot seriesegrarna Brynäs IF. Första matchen hemma i Piteå vann man med 3-1 inför 1 618 personer, publikrekord för Riksserien. Match 2 och 3 spelades sen i Gävle och MSSK förlorade med 2-5 respektive 1-5 och blev därmed utslagna.

## Klubbytet
Huvudartikel: Luleå HF/MSSK
Munksund-Skuthamns SK:s damsektion gick ihop med Luleå Hockey:s damsektion från och med säsong 2015/16, och spelar hemmamatcher både i LF Arena i Piteå och Coop Norrbotten Arena i Luleå.

## Kända spelare
- Rebecca Stenberg

## Bilder

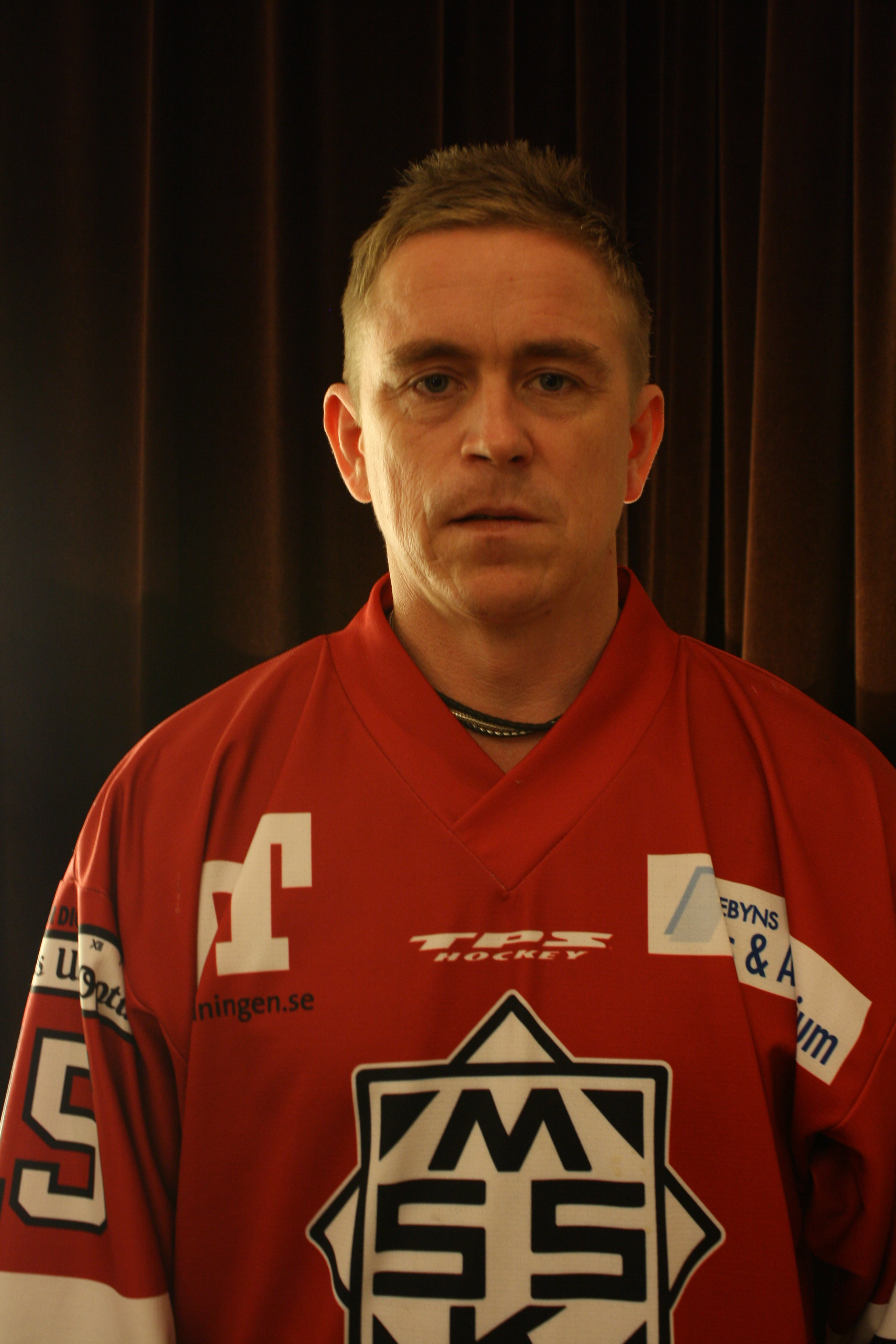
Jörgen Jönsson
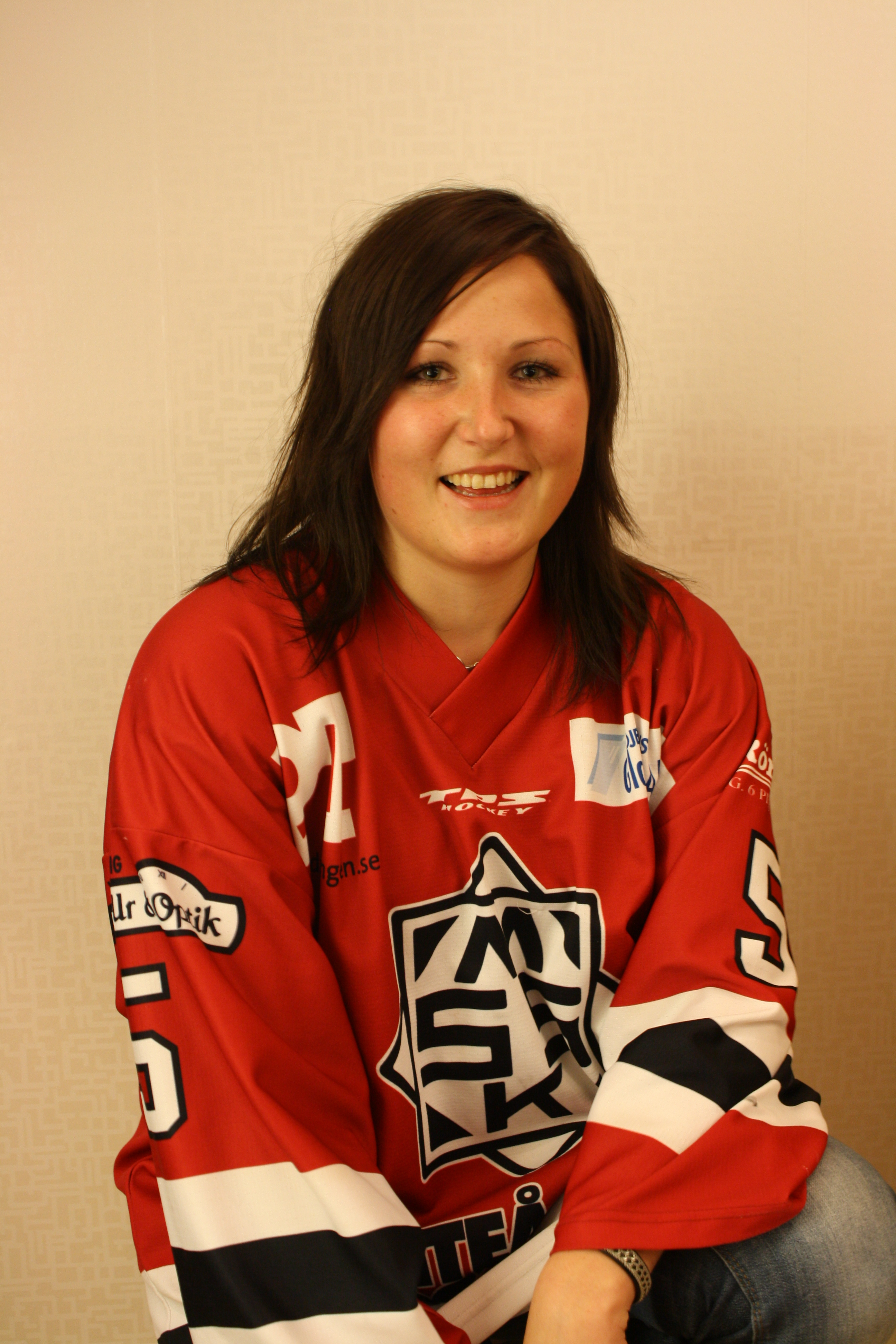
Sara Lundström